# Бабій Олег Іванович
Оле́г Іва́нович Бабі́й (22 жовтня 1990, Міловиці, округ Нимбурк, Середньочеський край, Чехія — 30 серпня 2023, Сольці, Новгородська область, Росія) — український військовик, офіцер Головного управління розвідки Міністерства оборони України, учасник російсько-української війни. Герой України з посмертним удостоєнням ордена «Золота Зірка».

## Життєпис
Народився 22 жовтня 1990 року в місті Міловиці в Чехії. Навчався в школі № 49 міста Львова. У 2011 році закінчив Академію сухопутних військ імені гетьмана Петра Сагайдачного, аеромобільний факультет.
Брав участь у російсько-українській війні з 2014 року. З перших днів повномасштабного вторгнення організовував і здійснював спецоперації на тимчасово окупованих територіях України й на території Росії, за що неодноразово нагороджений.
Станом на лютий 2017 року обіймав посаду командира патрульного взводу на автомобілях 1-го патрульного батальйону 45-го полку оперативного призначення НГУ.
Перед початком повномасштабного вторгнення Росії в Україну мешкав з родиною в Бучі.
З початком повномасштабного вторгнення Росії в Україну й далі виконував бойові завдання у складі Головного управління розвідки Міністерства оборони України, на рахунку Бабія дев'ять успішних розвідувальних виходів у тил противника, дванадцять спеціальних заходів з організації та забезпечення руху опору на тимчасово окупованих територіях України та в тилу противника. Виявлення до 70 важливих стратегічних об'єктів противника: командних пунктів, військової техніки, інженерно-фортифікаційного обладнання тощо. Інформація використовувалася ЗСУ для планування операцій з визволення окупованих територій та завдання вогневого ураження по важливих ворожих цілях. Завдяки успішному виконанню завдань групою полковника Бабія вдалося дезорганізувати логістику окупаційних військ, знищити його важливі об'єкти та елементи критичної інфраструктури. 
Останньою операцією Бабія стало знищення трьох російських бомбардувальників Ту-22М3 на аеродромі «Сольці» у Новгородській області, що фактично повністю дестабілізувало роботу аеродромів і пунктів базування дальньої авіації і зменшило можливості РФ завдавати ударів ракетами Х-22 по Україні. В ході завдання 30 серпня 2023 року розвідувальна група на чолі з Бабієм вступила в бій зі спецпризначенцями ФСБ Росії. Прикриваючи відхід побратимів, Бабій зазнав смертельного поранення. За свій подвиг вшанований званням Героя України з удостоєнням ордена «Золота Зірка».
У Бабія залишилися дружина та двоє маленьких дітей, молодшій доньці на момент смерті батька виповнився лише рік. Похований 8 вересня 2023 року на Лісовому кладовищі.

## Нагороди
15 липня 2014 року — Указом Президента України № 593/2014 за особисту мужність і героїзм, виявлені у захисті державного суверенітету та територіальної цілісності України, вірність військовій присязі під час російської збройної агресії проти України, відзначений — нагороджений орденом Богдана Хмельницького III ступеня.
- Орден Богдана Хмельницького III, II, I ступенів[5][10];
- Орден «За мужність» III ступеня;
- Пам'ятний знак «За воїнську доблесть»;
- Пам'ятний знак «За мужність при виконанні спецзавдань»;
- Нагрудний знак «Учасник антитерористичної операції»;
- Медаль «За участь у боях «Світлодарська дуга»;
- Відзнака «Іменна вогнепальна зброя»;
- Звання Героя України з посмертним присвоєнням ордену «Золота зірка».

## Вшанування пам'яті
- 22 січня 2024 року, в День Соборності України, на фасаді школи № 49 у Львові, де навчався Олег Бабій, відкрито меморіальну дошку на його честь[3][10].
- У Львові в районі будинків на вулиці Гната Хоткевича, 40, 42, 54 та ліцеїв «Оріяна» та «Сихівський» затверджено створення скверу площею близько 0,5 гектара, названого на честь Олега Бабія[12].